# Rachel Maddow
Rachel Anne Maddow (sinh ngày 1 tháng 4 năm 1973) là một người dẫn chương trình truyền hình và nhà bình luận chính trị người Mỹ.

## Tiểu sử
Rachel Anne Maddow sinh ở Castro Valley, California vào ngày 1 tháng 4 năm 1973.